# Federico Berta
Pour les articles homonymes, voir Berta.
Federico Berta (né le 20 novembre 1978 à Alexandrie,) est un coureur cycliste italien, actif dans les années 1990 et 2000.

## Biographie
D'origine piémontaise, Federico Berta s'est notamment classé deuxième de la Flèche du Sud en 2002, tout en ayant remporté deux étapes. Il a également remporté diverses courses amateurs en Italie. Malgré ses performances, il n'est jamais passé professionnel. Il met un terme à sa carrière à l'issue de la saison 2003. 

## Palmarès
- 1998
  - 1re étape du Giro della Valsesia
- 1999
  - Trofeo Leto Sergio
  - 2e du Trofeo Broglia Marzé Quintino
  - 3e du Gran Premio Madonna del Carmine
- 2000
  - 5e étape du Tour des régions italiennes
  - 3ea et 3eb étapes de la Flèche du Sud
  - 3eb étape du Tour de Catalogne de l'Avenir (contre-la-montre)
  - Trofeo Broglia Marzé Quintino
  - Trofeo Caduti Medesi
  - 2e de la Flèche du Sud
  - 3e de la Coppa Città di Asti
  - 3e du championnat d'Italie sur route espoirs
- 2001
  - Trofeo Broglia Marzé Quintino
  - Trofeo Unidelta
  - 2e de la Freccia dei Vini
  - 2e du Trofeo Cantina La Maranzana
- 2002
  - Trofeo L'Eco del Chisone
  - Prologue du Giro della Provincia di Cosenza
  - Trofeo Cantina La Maranzana
  - 5e étape du Baby Giro
  - Prologue du Tour de Vénétie et des Dolomites
  - 2e du Trofeo Poggiridenti
  - 2e du Trophée de la ville de Brescia
  - 2e de Milan-Tortone
- 2003
  - Giro della Provincia di Biella
  - 3e du Trofeo Egidio Bedogni